# ムケラ・ルアンガ
ムケラ・ルアンガ（ラテン文字:	Faustin Mukela Luanga、1964年2月15日 - ）は、コンゴ民主共和国の政治家、外交官、国際公務員、弁護士。

## 人物・経歴
1988年キンシャサ大学卒業。1991年国際大学大学院国際関係学研究科修了、経済学修士。1995年名古屋大学大学院修了、博士（経済学）。世界貿易機関の顧問、アフリカ事務局長などを経て、2001年から母国コンゴ民主共和国で国務大臣級となり、同年から2003年まで経済事務次官、2004年から2006年まで兵の武装解除と定住促進担当責任者兼キンシャサ大学教授。その後、ジュネーブで世界貿易機関の上席研究員となり、2014年には山口県立大学客員教授も務めた。2021年からコンゴ民主共和国無任所大使。